# Maniža
Maniža, celým jménem Maniža Dalerovna Sangin (v azbuce Манижа Далeровна Сангин), narozená jako Maniża Dalerovna Chamrajeva (Хамрaева či tádžicky Хамрoева) 8. července 1991 v Dušanbe v Tádžické SSR, je ruská zpěvačka tádžického původu, skladatelka, textařka a autorka videoklipů. Maniža ve své tvorbě spojuje různé žánry a vytváří zcela osobitý hudební styl. Do evropského povědomí se zapsala svým vystoupením v hudební soutěži Eurovision Song Contest 2021 v Rotterdamu s písní „Russian Women“.
Maniža je zároveň také významná politická a společenská aktivistka, která se angažuje v otázce práv žen, práv komunity LGBT, v boji proti domácímu násilí či ochraně uprchlíků. Od prosince 2020 je první ruskou vyslankyní dobré vůle při Úřadu vysokého komisaře OSN pro uprchlíky (United Nations High Commissioner for Refugees, UNHCR).

## Stručný životopis

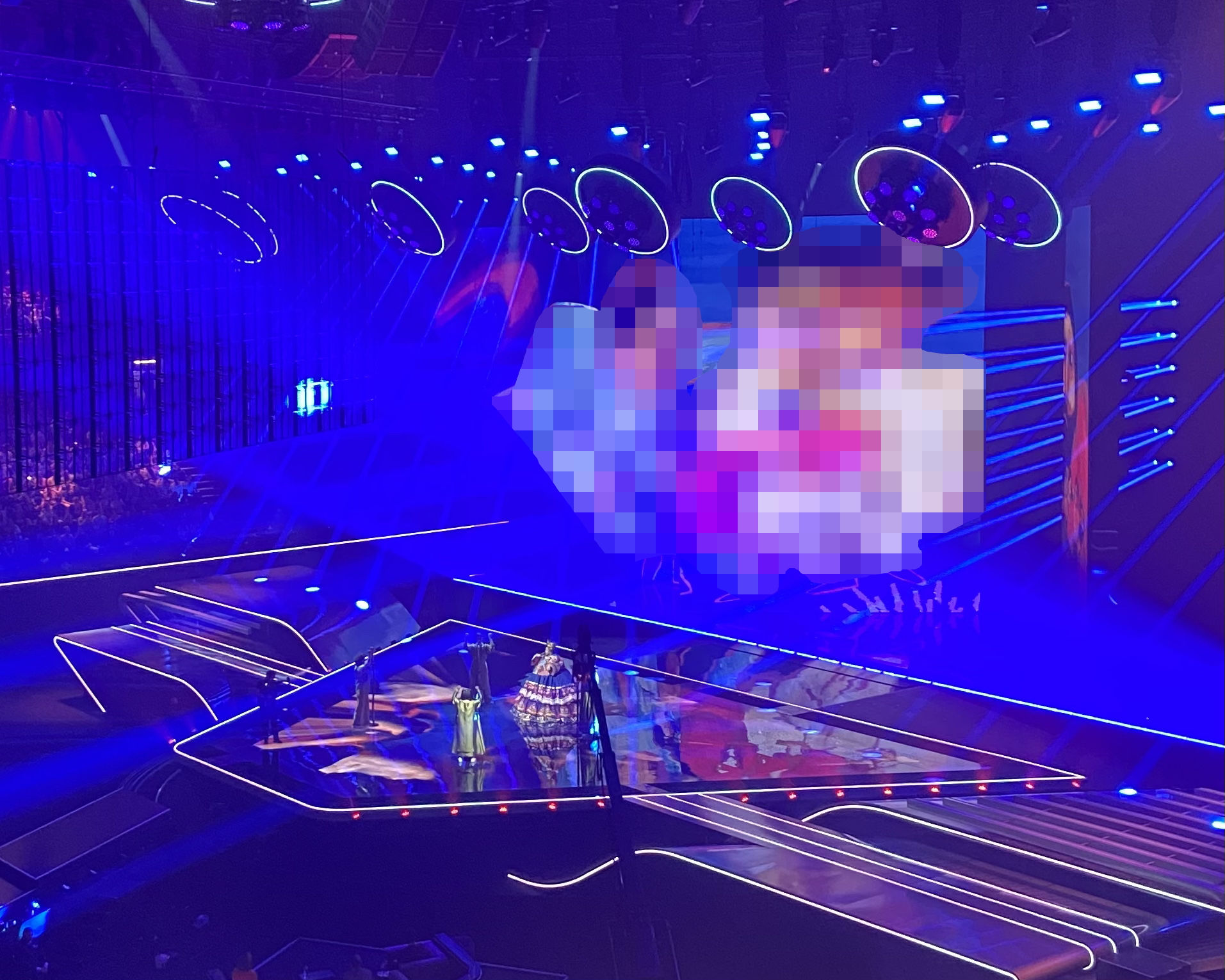
Z vystoupení Maniži na Eurovision Song Contest 2021 v Rotterdamu

Maniža se narodila v roce 1991 v tádžické metropoli Dušanbe v intelektuální rodině s uměleckými kořeny. Otec byl lékař, matka, Nadžíba Usmanová, vzděláním jaderná fyzička a psycholožka, která byla mj. nadaná zpěvačka, se v Dušanbe prosadila jako významná oděvní návrhářka. Manižin dědeček Tadži Usman byl známý tádžický novinář a spisovatel. Maniža se ve svých vzpomínkách zmiňovala i o své prababičce jako o jedné z prvních žen ve Střední Asii, která odmítla nosit parandžu (místní označení pro burku) a našla si práci.
Maniža byla ještě malé dítě, když v polovině 90. let 20. století po vypuknutí občanské války v Tádžikistánu a vybombardování jejich domu byla rodina Chamrajevých v roce 1994 nucena uprchnout do Moskvy. Avšak již v mateřské a později základní škole, kam se dostala jako neruská občanka jen díky úplatkům, které dávala její matka těmto institucím, se Maniža začala setkávat s projevy rasismu kvůli svému původu, což ji později vedlo k jejímu zájmu o osudy válečných uprchlíků.
Manižina cesta ke kariéře zpěvačky a hudebnice již začala v dětství ve věku pěti let, i když byla poněkud poznamenaná skutečností, že vyrůstala v muslimské rodině, kde se zejména její otec obtížně vyrovnával s tím, že jeho dcera chce pracovat na veřejnosti, navíc v „pochybné“ profesi zpěvačky. Manižu v přípravě na dráhu hudebnice podporovala její matka a zejména babička, která jí dokonce z Tádžikistánu posílala do Ruska peníze na zaplacení drahé průpravy u soukromých učitelů zpěvu. Babička ji také vedla ke studiu cizích jazyků. Na počest své babičky si Maniža zvolila její příjmení „Sangin“. Zpěvačka má pět bratrů a sester, Manižini rodiče se později rozvedli.
Ve věku 14 let Maniža obdržela ruské občanství. Již o dva roky dříve se začala zúčastňovat různých pěveckých soutěží a festivalů. V roce 2003 jako dvanáctiletá získala svou první cenu – Grand Prix v mezinárodní soutěži mladých interpretů Rainbow Stars v lotyšské Jūrmale. Následovala celá řada úspěchů v soutěžích a televizních vystoupeních. V roce 2005 složila písně „Ангел мой“, „Рыба в песке“, „Танец любви“ a „Ту буди“ s texty v tádžičtině a ruštině. Když jí bylo 15 let, o Manižu se začali zajímat představitelé hudebního průmyslu. Producentům se však nezamlouval její neruský vzhled a „příliš muslimské“ jméno, nutili ji, aby si barvila vlasy na světlejší odstín, aby přestala nosit „exotické“ oblečení a také ji přiměli, aby začala vystupovat pod novým pseudonymem Ru.Kola. Zanedlouho však Maniža projekt Ru.Kola opustila a začala pracovat zcela samostatně. Kromě spolupráce s řadou jiných hudebníků se stala známou díky svým krátkým videoklipům na Instagramu.
V 25 letech se Maniža přestěhovala do Petrohradu, kde se cítila lépe, než v Moskvě. Vytvořila zde své první album Manuskript (2017) a napsala scénáře ke klipům „Иногда“ a „Люстра“. Později se opět vrátila do Moskvy. Maniža též často pobývala v zahraničí, mj. v New Yorku, několik let žila v Londýně.
Na základě diváckého hlasování na ruském televizním Prvním kanálu byla Maniža vyslána reprezentovat Rusko na Eurovision Song Contest, která se konala v březnu 2021 v nizozemském Rotterdamu. S písní „Russian Women“ zde Maniža obsadila 9. místo. Její vystoupení, které lze charakterizovat jako svéráznou směs rapu, hip hopu, techna a etna, bylo přijato se zájmem, v Rusku však mělo i nemálo nepříznivých ohlasů, včetně projevů xenofobie a nepochopení.

## Společenská a politická angažovanost
Po celou dobu své pěvecké a tvůrčí kariéry se Maniža aktivně věnovala ochraně zranitelných lidí – žen, běženců a migrantů. V roce 2019 začala úžeji spolupracovat s Úřadem vysokého komisaře OSN pro uprchlíky. V prosinci 2020 jí jako historicky první zástupkyni Ruské federace byl udělen čestný titul vyslankyně dobré vůle UNHCR. Zařadila se tak po bok řady světových osobností z oblasti kulturního a veřejného života, jako je například Angelina Jolie, Cate Blanchett, Ben Stiller, Khaled Hosseini, Jao Čhen a mnozí další.

### Ruská invaze na Ukrajinu
Hned po vypuknutí rusko-ukrajinské války 24. února 2022 Maniža odsoudila ruskou invazi na Ukrajinu. Napsala:
„Это то утро, когда ты жалеешь о том, что проснулся. Не понимаешь, куда идти, кому помочь. Сижу на углу кровати и плачу. Плачу потому, что это не мой выбор. Нынешняя агрессия против моей воли, против воли моей семьи, верю, что против воли наших народов. [...] Россия и Украина - это не просто две страны. Мы - родные. Любая война между нами - братоубийственная". (V českém překladu: „Je to takové ráno, kdy lituješ, že jsi se probudil. Nevíš, kam máš jít, komu máš pomoci. Sedím na posteli a pláču. K té nynější agresi došlo proti mé vůli, proti vůli mé rodiny a věřím, že i proti vůli našich národů. Rusko a Ukrajina - to nejsou jen dva státy. Jsme si blízcí jako rodina. Jakákoliv válka mezi námi je válka bratrovražedná.“).